# سندرم دنیای کثیف

نرخ قتل عمد (آبی، محور عمودی سمت راست) و تعداد قتل عمد (قرمز، محور عمودی سمت چپ) در ایالات متحده آمریکا در سالیان مختلف (محور افقی)

سندرم دنیای کثیف اصطلاحی است از جورج گربنر (8 اگوست ۱۹۱۹-24 دسامبر ۲۰۰۵)استاد جامعه‌شناسی دانشگاه آمریکایی. گربنر این اصطلاح را در دهه ۱۹۷۰ برای اشاره به شرایطی به کار برد که در آن تلویزیون با نمایش بیش از حد خشونت، قتل و خیانت، باعث کاشت الگوهای جدید و غیر واقعی از واقعیات اجتماعی در ذهن مخاطبان می‌شود. در این سندروم انسان‌ها دائماً می‌ترسند که قربانی جنایت و خیانت واقع شوند و به هم اعتماد نمی‌کنند. گربنر نظریه خود را الگوی کاشت نامید.

## مستندسندروم دنیای کثیف
در سال 2010، بنیاد آموزش رسانه مستندی با عنوان «سندرم دنیای کثیف: خشونت رسانه ای و پرورش ترس» فیلمبرداری کرد. خلاصه ای از کار گربنر و دیگران در مورد تأثیرات رسانه های خشونت آمیز بر عقاید، نگرش ها و باورهای مردم. در این مستند خود گربنر در مورد تحقیقات خود در مورد خشونت در رسانه ها و تأثیراتی که از زمان اضافه شدن صدا به تلویزیون در دهه 1930 بر مردم آمریکا داشته است، صحبت می کند. این فیلم توسط مایکل مورگان روایت می‌شود که از نزدیک با گربنر در تحقیقات او در مورد نظریه تزکیه و سندرم جهان متوسط کار می‌کرد.